# Schizopyge niger
Schizopyge niger är en fiskart som först beskrevs av Heckel, 1838.  Schizopyge niger ingår i släktet Schizopyge och familjen karpfiskar. Inga underarter finns listade i Catalogue of Life.